# José Luis Salgado
José Luis Salgado Gómez (* 3. April 1966 in Mexiko-Stadt) ist ein ehemaliger mexikanischer Fußballspieler, der in der Abwehr agierte.

## Leben

### Verein
Salgado begann seine Profikarriere 1985 bei seinem Heimatverein UNAM Pumas, für den er bis 1990 unter Vertrag stand. Nach Zwischenstationen bei den Tecos de la U.A.G., mit denen er 1993/94 die mexikanische Meisterschaft gewann, und dem CF Monterrey, spielte er zwischen 1995 und 2000 für den 
Club América, den Erzrivalen seines Exvereins Pumas.

### Nationalmannschaft
Sein Debüt im Dress der mexikanischen Nationalmannschaft feierte Salgado bei einem fünfminütigen Einsatz in einem am 17. Januar 1987 ausgetragenen Spiel gegen El Salvador, das mit 3:1 gewonnen wurde. Seine beiden anderen Länderspieleinsätze waren eine Halbzeit am 16. Dezember 1993 gegen Brasilien (0:1) und in voller Länge am 29. März 1995 gegen Chile (1:2). 
Höhepunkt seiner Länderspielkarriere war die Berufung in den mexikanischen WM-Kader 1994, doch bei der WM selbst musste Salgado sich mit der Reservistenrolle begnügen. 

## Erfolge
- Mexikanischer Meister: 1993/94